# 甑峰岭
甑峰岭山脉（：／ Jeungbongsan），位于吉林省延边州安图县、和龙县之间，为图们江左岸支流海兰河上游、红旗河与松花江上游支流二道江的分水岭。

## 位置
西临长白熔岩台地，东有和龙盆地。北与牡丹岭、英额岭相接，南抵图们江左岸，过红旗河与南岗山相接。近南北走向，长百余公里，宽30～40公里。

## 地质
新生代以来，构造运动、火山活动活跃，有大片熔岩流溢出。山体主要为第三纪玄武岩，南段多为华力西期和燕山期花岗岩。

## 地貌
山体高大，海拔1200～1600米，相对高度700～900米。主要山峰有甑峰（1676.6米，又名枕头峰）、老岭（1457.5米）、长虹岭（1397.7米）等。北段玄武岩山地，山体切割轻微，上部覆有大片玄武岩，山顶平坦开阔，多为方山。南部花岗岩山地，山顶浑圆，山岭走向紊乱，山间河谷多被晚期熔岩充填。山上森林茂密。